# Le Permis de conduire
Pour plus de détails, voir Fiche technique et Distribution.
Le Permis de conduire est un film franco-italien réalisé par Jean Girault, sorti en 1974.

## Synopsis
Michel Martenot travaille dans une grande banque et vit heureux avec son épouse et ses deux enfants, à Maule (ex Seine-et-Oise).
Très apprécié au niveau professionnel, son supérieur hiérarchique lui annonce sa promotion : il va devenir sous-directeur d'une agence dans Paris intra-muros. Mais étant dépourvu de voiture au grand dam de son beau-frère Bastien qui est garagiste, il se voit obligé de s'en remettre aux seuls transports en commun pour se rendre chaque jour à son nouveau lieu de travail, dans des conditions qui vont s'avérer dantesques : horaires peu pratiques et correspondances multiples feront désormais partie du quotidien, sans compter sur une grande fatigue qui va vite s'installer et attirer les foudres de son nouveau directeur de banque.
Après discussion avec Geneviève son épouse, Michel décide de loger temporairement à l'hôtel durant les jours travaillés, afin de revoir son hygiène de vie et de pouvoir enfin passer son permis de conduire, ce qui lui permettra de se procurer une voiture et de mettre fin au cauchemar des transports en commun. Déjà paniqué par les délais de présentation annoncés aux épreuves, il le sera davantage lors des leçons de conduite et il ratera lamentablement sa prestation le jour de l'examen, alors qu'il a été reçu au code de la route. Sa famille ayant cru par erreur à son succès aux épreuves finales, il n'ose avouer la vérité et son beau-frère lui trouve rapidement un véhicule avec lequel il est prié de conduire sa tribu à un pique-nique en forêt. Sans trop de surprise, il fait montre d'une maîtrise quasi nulle au volant et finit par provoquer volontairement la noyade de cette voiture au moment de prendre le chemin du retour. Une autre voiture lui est dénichée par son beau-frère plus que jamais soucieux et il l'accepte là aussi, mais il court toujours le risque d'ennuis judiciaires pour défaut de permis de conduire. Il en réchappera de peu lorsqu'un contrôle de police se transformera en sauvetage d'une femme enceinte, lequel fera l'objet d'une escorte par les forces de l'ordre... Il en deviendra le héros d'un jour via la presse locale, au grand soulagement de sa famille et de ses supérieurs qui lui en seront également reconnaissants.
C'est lors d'une rencontre pour le moins accidentelle, qu'il fait la connaissance de Nathalie... une autre élève de l'auto-école et superbe jeune femme qui, après échanges d'amabilités va lui obtenir un "vrai-faux" permis de conduire en attendant d'obtenir le véritable. Cette maîtresse va se révéler envahissante par ses avances, allant jusqu'à retrouver Michel dans son bureau sous prétexte d'ouvrir un compte bancaire.
C'est après d'innombrables exploits qu'il parviendra à sauver son mariage et à décrocher le précieux sésame.

## Fiche technique
- Titre : Le Permis de conduire
- Réalisation : Jean Girault
- Assistants réalisateur : Tony Aboyantz,  Emmanuel Fonlladosa
- Scénario : Jacques Vilfrid
- Photographie : Étienne Szabo
- Montage : Michel Lewin
- Décors : Sydney Bettex
- Musique : Raymond Lefevre
- Société de production : Les Films de La Boétie (France), 14 Luglio Cinematografica (Italie), Productions Simone Allouche
- Société de distribution : Cinema International Corporation (France)
- Pays de production :  France |  Italie
- Langue : français
- Format : couleur — 35 mm — 1,37:1 — Son : Mono
- Genre : comédie
- Durée : 100 minutes (1 h 40)
- Dates de sortie :
  - France : 30 janvier 1974

## Distribution
- Louis Velle : Michel Martenot
- Pascale Roberts : Geneviève Martenot
- Jacques Jouanneau : Bastien, beau-frère de Michel
- Sébastien Floche : Rampal, garagiste et concurrent de Bastien
- Sandra Julien : Nathalie, maîtresse de Michel
- Maurice Biraud : le 1er moniteur
- Jacques Legras : l'inspecteur du permis
- Robert Castel : l'agent de police
- Paul Préboist : Monsieur Duval, le chef de gare
- Pierre Tornade : le directeur de la banque
- Bernard Lavalette : le PDG de la banque
- Daniel Prévost : le second moniteur
- Chantal Nobel : Nadiège, l'hôtesse d'accueil de la banque
- Claude Chabrol : le réceptionniste de l'hôtel
- Odile Astié : la femme enceinte
- Louis Navarre : le passant laconique
- Patrizia Pierangeli (doublée par Claude Chantal) : Agathe, la secrétaire de l’école de conduite
- Jean Valmence : le bras droit du PDG de la banque
- George Eastman
- Jack Ary : Jeannot, le mécanicien
- Michel Bertay
- Alain Darbon : le commissaire de police